# Neštětickáberg
De Neštětickáberg (Tsjechisch: Neštětická hora, Duits: Nestetitzer Berg) is een 536 meter hoge heuvel in Tsjechië. Rondom de heuvel liggen de plaatsen Neštětice, Chvojínek en Černíkovice. Het is de hoogste heuvel in de regio; bovenop is dan ook een uitkijktoren te vinden.
De uitkijktoren is vrij toegankelijk, maar verkeert in vervallen staat.

## Geschiedenis
In 1627 brak er een opstand uit van boeren uit de omgeving. Zij verzetten zich tegen de onderdrukking van hun heer Pavel Michna van Vacínov. Het leger van de heer had echter de overhand; de boeren trokken zich daarom terug op de Neštětickáberg, maar werden uiteindelijk werden verslagen. Om deze gebeurtenis te herdenken, besloten de inwoners van Neveklov aan het begin van de 20e eeuw een uitkijktoren met daarop een plaquette te bouwen. De toren werd op 18 augustus 1927 geopend, onder het toeziend oog van ongeveer 20.000 bezoekers.

## Uitkijktoren

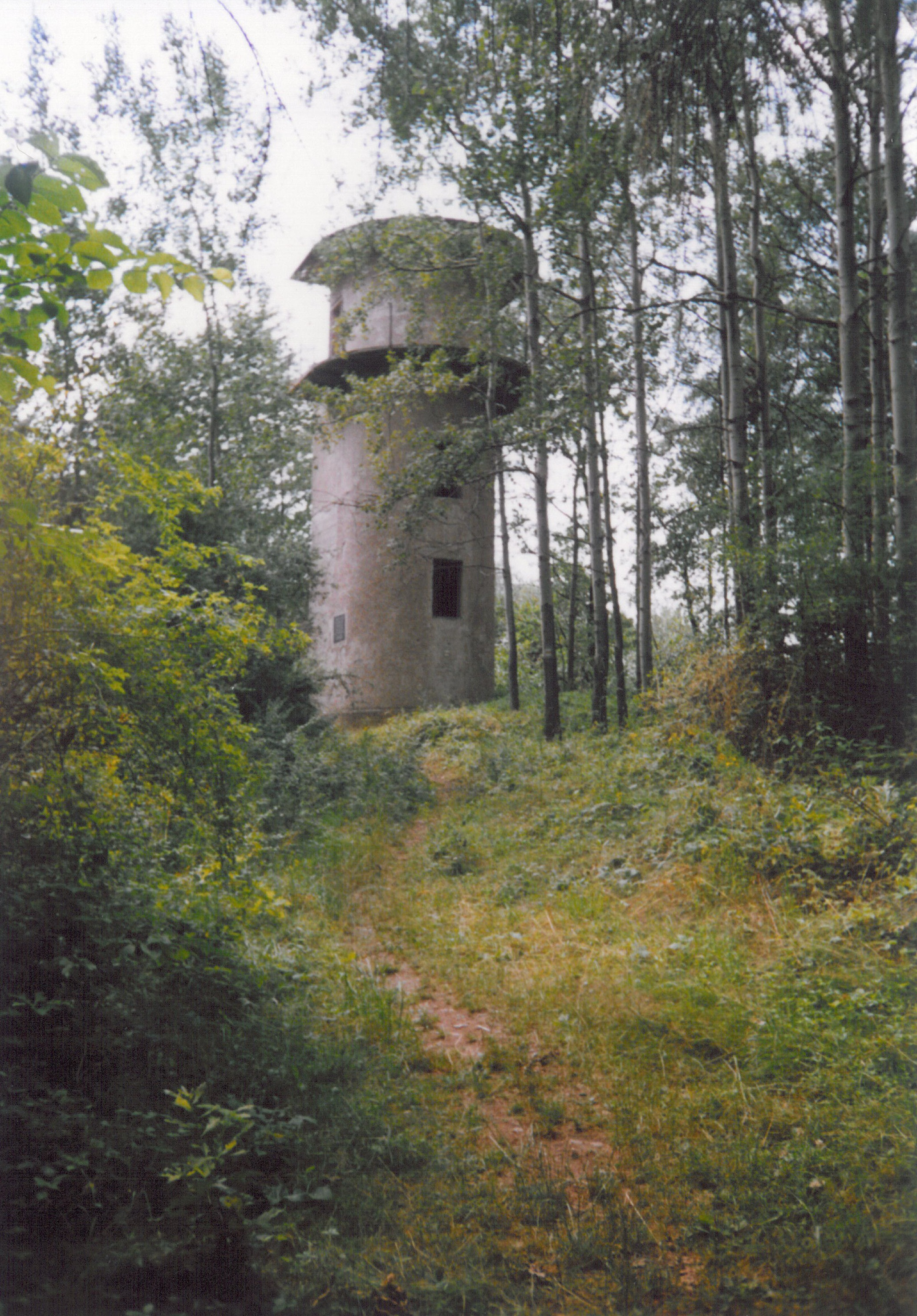
Uitkijktoren (2001)

De uitkijktoren is gemaakt van gewapend beton en beschikt over vier verdiepingen. Tussen elke verdieping is een trap; de bordessen zijn voorzien van een smal venster. Op een hoogte van 12 meter is een klein, onoverdekt terras aan de westkant. Hier was oorspronkelijk een borstwering gebouwd tussen stalen kolommen. Het bovenste deel van de toren is overdekt. Opmerkelijk is dat de uitkijktoren alleen uitzicht op Posázaví (van Jílového tot Týnec nad Sázavou) biedt.
Op het terrein zijn restanten te zien van een halfronde oprit, met enkele treden die naar het terras aan de voet van de toren leiden.

## Bereikbaarheid
Vanuit Neštětice leidt het gele wandelpad naar de top van de berg. De top kan ook worden bereikt via een fietspad en, met enige moeite, de auto.